# Kesiut
Kesiut is een bestuurslaag in het regentschap Tabanan van de provincie Bali, Indonesië. Kesiut telt 1830 inwoners (volkstelling 2010).